# 史嘉祥
史嘉祥（英語：Jia-Xiang Shih，1964 年 4 月 30 日－）出身臺灣彰化縣和美鎮的臺灣陶漆雕塑藝術家。中華民國文化部國立臺灣工藝研究發展中心認證的臺灣工藝之家。主要以陶藝、漆藝為創作媒材進行雕塑，創作理念多探討靈性、情慾與生命，以其發表過的堆泥陶雕、陶漆胎體等創作技法聞名。
史嘉祥早年與其妻楊美玲創立「有我陶工作室」從事陶藝推廣教育，而後成立「憶林舍工作室」推廣臺灣陶漆工藝，並以「謹告陶漆」為名策展自身創作。常年受聘擔任中華民國法務部矯正署臺中監獄之更生人美感教育技訓師，受法務部頒任「推動更生美術教育有功人員」獎。
國立臺灣歷史博物館、臺中市政府、臺中市立葫蘆墩文化中心、豐原漆藝館、石川縣輪島漆藝美術館皆有典藏他的作品。

## 生平
1964-1979 年：童年生活
史嘉祥於 1964 年出生於彰化縣和美鎮，原姓林，年幼時期林姓生父過世，隨母親改嫁，一家自彰化遷居至臺中縣豐原市（現台中市豐原區）定居，並隨養父改姓史，此段年幼的經歷，促使史嘉祥成名後將其工藝品牌命名為「憶林舍工作室」用以紀念生父。
1982-1996 年：西畫、陶土雕塑到「堆泥」系列
年幼時期史嘉祥就養成透過創作表達自己的習慣，開始觀察與學習各種藝術表現技法，時常自行練習繪畫。1979 年，史嘉祥正式考取臺中市立大甲工業高級中等學校美術工藝科（俗稱：大甲高中美工科），與鐵雕藝術家王忠龍等人為同學，在大甲高中美工科期間修習包含西畫、陶藝、釉藥、雕刻等技法，陶藝師承王明榮老師。就學期間，史嘉祥因其不吃雞鴨等雙足行走的生物，偏好食用豬牛等四足行生物，而被同學稱為「四腳仔」。
1982 年於大甲高中美工科畢業後，史嘉祥開始跟隨謝棟樑老師從事大型雕塑製作。在當兵等待分發部隊前，為了精進雕塑技法，在華陶窯草創時期協助設計製作陶器，在窯火邊磨練其陶塑技法，期間亦未荒廢其西畫創作，於 1984 年入選台灣省全省美術展覽會西畫類，逐漸開始展露頭角。
因應 1985 年後東南亞與中國的工藝品市場競爭，臺灣陶藝品產業萎縮，又因個性重視每一件創作的獨特性，拒絕創作可大量生產的零售陶器；史嘉祥於 1991 年與同為大甲高中美工科畢業的妻子楊美玲共同成立了「有我陶工作室」將工藝技法的應用轉向教學，開設兒童美術課程以及成人陶藝雕塑課程，由楊美玲教授兒童美術，自己則教授成人陶藝雕塑。
於 1991 年成立「有我陶工作室」後，史嘉祥於同年發表了其以陶泥進行雕塑的「堆泥」技法系列作品，在 1997 年前受邀的眾多策展中，多以堆泥作為創作元素，並結合釉藥、玻璃等製造陶土雕塑的特殊質感。隨著獲獎與受邀策展，史嘉祥逐漸打響知名度，成為臺中市葫蘆墩文化中心（臺中縣立文化中心）、豐原漆藝館、臺中市大墩文化中心等文化機構的常駐策展藝術家。在陶土雕塑上的實力亦受到國立自然科學博物館、臺中市政府肯定，委託製作雕塑設於館內以及豐樂雕塑公園等地。
1997-2001 年：陶漆雕塑「謹告陶漆」與更生人美感教育
在 1998 年受邀成為葫蘆墩文化中心臺中縣藝術家接力展的參展藝術家之前，史嘉祥的創作主要以陶土雕塑以及西畫為主，對漆藝、玉雕等工藝的較為陌生，透過臺中縣藝術家接力展的機會認識了中部地區眾多的藝術家，為其埋下從事跨媒材創作的興趣。
1997 年，自小對多媒材創作的興趣促使史嘉祥開始接觸臺中市豐原區於日治時期傳承下來的傳統工藝—漆藝，因緣際會下在光山行 （页面存档备份，存于）前身的漆器工廠認識了賴高山老師，適逢國立傳統藝術中心開辦的漆藝傳習計畫，就此與漆藝結緣。師承賴高山與賴作明兩位老師，修習漆藝技法，隨後結合了陶與漆兩種工藝，以「謹告陶漆」為名進行陶漆創作，並出版第一本作品集《謹告陶漆》。
1998 年，中華民國法務部矯正署臺中監獄招募更生人美感教育的技訓師，史嘉祥與其妻楊美玲共同獲聘，以陶藝與漆藝為主要教學的工藝技藝，並常年協助矯正署舉辦「更生美展」幫助上百位更生人透過藝術形式表達與重新賦能，引導他們自省以回歸社會生活。2008 年中華民國法務部因兩夫妻於更生人美感教育上的長年耕耘，將兩夫妻列為法務部「推動更生美術教育有功人員」。
2000 年，漆藝技法傳承自賴高山與賴作明兩位老師日式漆工脈絡的史嘉祥，受邀參與日本石川縣金澤市的金澤國際漆藝大賽，作品〈艷身〉得獎並且受邀典藏於石川縣輪島漆藝美術館，接續於 2001 年再次受日本邀請參與香川中日漆藝邀請展，同年於明治神宫漆藝邀請展展出，隨後陸續受韓國、中華人民共和國等國邀請參展，成為臺灣代表性的陶漆雕塑藝術家。
2002 年-至今：臺灣工藝之家認證與跨媒材雕塑之路
在國際漆藝大賽中獲獎與邀展成為史嘉祥在陶漆創作上的里程碑，為了緬懷童年時期的經歷，在 2001 年正式登記「憶林舍工作室」並於 2003 年將工作室遷至臺中市豐原區近郊的山區，自建磚窯進行柴燒，並開始投身於跨媒材工藝與綠工藝商品開發。
2010 年，長年於豐原在地耕耘陶藝與漆藝文化推廣及教學的憶林舍工作室獲得中華民國文化部國立臺灣工藝研究發展中心「臺灣工藝之家」認證，其妻楊美玲亦被臺中市政府聘請為 2016-2018 年之間的陶瓷教育諮詢委員，隨後於 2019 年史嘉祥與楊美玲兩夫妻共同獲得臺中市政府文化局「巧聖先師魯班漆藝達人」認證，夫妻倆開始被新聞稱為「雕塑界的神鵰俠侶」，並受中華民國總統府所邀於 2016、2021 年將作品展於總統府中。
2018 年後，以年逾 50 的史嘉祥並沒有停止認識新的媒材與雕塑技法，對雕塑的興趣開始延展到其他工藝媒材，其妻楊美玲亦從陶藝、漆藝延伸到竹藝，兩人自 2018-2021 年間，持續至南投縣竹山鎮學習玉石雕刻以及竹編技藝，並將其融入創作當中。

## 技法特徵
史嘉祥早期的藝術創作探討情慾與生育的交織性，其中〈成長‧生命起源〉系列雕塑男體與女體呈現出不同階段體態的美感，傳達生命的張力；以作品〈禪定〉作為陶漆創作的轉折，以流線型態呈現坐禪的人身，象徵其探討的主題超越了衝動與凝視；接觸漆藝後創作轉趨抽象，以〈環宇漫步〉為例，幾何構成的陶、銅胎體結合漆藝的顏色堆疊進行變塗，柔和呈現其思想與宏觀宇宙產生的聯繫；在常年的雕塑創作中，以兩項技法最為聞名，分別為「堆泥」及「陶漆」。

## 獲獎紀錄
| 年份 | 獎項名稱                   | 名次                   |
| ---- | -------------------------- | ---------------------- |
| 1984 | 全省美展                   | 西畫類入選             |
| 1993 | 全省美展                   | 工藝類優選             |
| 1993 | 臺中市戶外雕塑大展         | 優選                   |
| 1993 | 和成金陶獎                 | 佳作                   |
| 1994 | 全國美展                   | 工藝類優選             |
| 1994 | 臺中市戶外雕塑大展         | 優選                   |
| 1994 | 和成金陶獎                 | 佳作                   |
| 1995 | 中華民國陶藝雙年展         | 典藏獎                 |
| 1995 | 和成金陶獎                 | 佳作                   |
| 1996 | 臺灣省陶藝展               | 傳統榮譽獎             |
| 1996 | 和成金陶獎                 | 佳作                   |
| 1996 | 臺南府城工藝獎             | 入選                   |
| 1997 | 全省美展                   | 工藝類優選             |
| 1997 | 臺灣工藝設計競賽           | 入選                   |
| 1997 | 臺灣手工業研究所           | 裝飾陶瓷十大傑出創作獎 |
| 1999 | 南瀛美展                   | 工藝類入選             |
| 1999 | 臺灣工藝設計競賽           | 漆藝類入選             |
| 2000 | 日本石川縣金澤國際漆藝大賽 | 入選典藏               |
| 2001 | 韓國國際現代工藝展         | 漆藝類入選             |
| 2002 | 南瀛美展                   | 入選                   |
| 2013 | 兩岸文創博覽會中華精品獎   | 入選                   |
| 2014 | 兩岸文創博覽會中華精品獎   | 銀獎                   |

| 年份 | 獎項名稱            | 單位                                   | 說明               |
| ---- | ------------------- | -------------------------------------- | ------------------ |
| 2021 | 2021 臺灣綠工藝認證 | 中華民國文化部國立臺灣工藝研究發展中心 | 臺灣筷樂、螺鈿漆杯 |

## 獲頒認證
| 年份 | 認證名稱                 | 單位                                   |
| ---- | ------------------------ | -------------------------------------- |
| 2001 | 推動更生美術教育有功人員 | 中華民國法務部                         |
| 2010 | 臺灣工藝之家             | 中華民國文化部國立臺灣工藝研究發展中心 |
| 2019 | 巧聖先師魯班漆藝達人     | 臺中市政府文化局                       |

## 作品策展與典藏
| 年份 | 展覽名稱                                               |
| ---- | ------------------------------------------------------ |
| 1988 | 臺中 有我陶藝展                                        |
| 1989 | 高雄 有我陶藝展                                        |
| 1994 | 臺北國際陶瓷博覽會 現代陶藝邀請展                      |
| 1995 | 全國陶藝邀請展                                         |
| 1996 | 臺中春稻藝術坊 邀請個展                                |
| 1998 | 臺中縣立文化中心 臺中縣藝術家接力展 史嘉祥謹告陶漆個展 |
| 1998 | 新竹市立文化中心 中日漆藝展                            |
| 1998 | 臺中市立文化中心 世界漆藝展                            |
| 1999 | 臺中市雙羨「漆陶展」                                   |
| 1999 | 桃園中正機場 現代陶藝創作展                            |
| 2000 | 法國巴黎 台灣漆藝展                                    |
| 2000 | 美國紐約台北藝廊 台灣漆藝展                            |
| 2000 | 日本 石川縣金澤國際漆藝展                              |
| 2001 | 臺北富貴陶園 漆情六藝邀請個展                          |
| 2001 | 韓國 國際現代工藝展                                    |
| 2002 | 桃園國際機場 常年邀請展                                |
| 2002 | 日本 明治神宮漆藝之美大展                              |
| 2003 | 臺中市碧根七號館 史嘉祥陶色新聞個展                    |
| 2003 | 臺中市政府第二辦公處 陶、塑、漆三部曲邀請個展          |
| 2004 | 臺灣漆藝協會 聯展                                      |
| 2004 | 臺中市市長官邸 邀請個展                                |
| 2005 | 臺北大葉高島屋磁瑤藝廊 邀請個展                        |
| 2006 | 臺中縣藝術之店 皮克藍門揭牌個展                        |
| 2007 | 臺灣藝術大學 國際漆藝展                                |
| 2007 | 豐原漆藝館 漆藝邀請個展                                |
| 2007 | 豐原漆藝館 96年漆藝傳習師生作品成果展 薪火相傳         |
| 2008 | 臺北藝術大學 國際漆藝邀請展                            |
| 2008 | 豐原漆藝館「豐原有囍‧漆彩好禮」特展                    |
| 2009 | 臺北鶯歌陶瓷博物館「非分之想」邀請展                   |
| 2009 | 豐原漆藝館 98年豐原漆藝館漆藝傳習計畫 師生作品聯展     |
| 2009 | 豐原漆藝館「豐原有囍」特展                             |
| 2009 | 中華民國總統府藝廊 邀請展                              |
| 2010 | 新竹大華技術學院 個展                                  |
| 2010 | 中華人民共和國 福州國際樹漆大展                        |
| 2011 | 臺南國際樹漆大展 新竹中日漆藝展                        |
| 2011 | 中華人民共和國 上海漆藝*漆意國際漆藝展                 |
| 2012 | 中華人民共和國 杭州海峽兩岸藝術博覽會                  |
| 2012 | 中華人民共和國 北京臺灣藝術精品展                      |
| 2013 | 臺中市立港區藝術館「舞漆弄陶」個展                     |
| 2014 | 臺灣工藝研究所草屯工藝美學館個展                       |
| 2015 | 臺中市葫蘆墩文化中心「色象」史嘉祥創作展               |
| 2015 | 中華人民共和國 廈門浦田文創博覽會                      |
| 2016 | 臺中市豐原火車站豐圓祭公共藝術漆藝常設展               |
| 2016 | 中華民國總統府「圍爐」永續工藝展                       |
| 2017 | 臺中市屯區藝文中心 史嘉祥陶藝面面觀個展                |
| 2018 | 2018 臺灣設計展                                        |
| 2018 | 日本 香川臺日漆藝交流展                                |
| 2019 | 中華人民共和國 第十四屆莆田海峽工藝博覽會              |
| 2019 | 臺北當代藝術館 工藝之巔向大師致敬特展                  |
| 2020 | 大甲裕珍馨三寶館 史嘉祥創作展                          |
| 2020 | 春稻藝術坊 邀請個展                                    |
| 2020 | 臺北當代藝術館 百藝豐華聯展                            |
| 2020 | 南投吉光鳳羽聯展                                       |
| 2021 | 中華民國總統府 臺灣工藝之家聯展                        |
| 2022 | 臺中市文化資產園區 曲間觀藝 1916工坊 培育成果展        |

| 典藏單位               | 作品名稱     | 作品性質 | 備註         |
| ---------------------- | ------------ | -------- | ------------ |
| 臺中市政府             | 〈兩代情〉   | 銅雕     | 豐樂雕塑公園 |
| 國立臺灣歷史博物館     | 〈天旋地轉〉 | 陶藝     |              |
| 臺中市立葫蘆墩文化中心 | 〈浮華〉     | 陶藝     |              |
| 臺中市立葫蘆墩文化中心 | 〈山河魂〉   | 陶藝     |              |
| 豐原漆藝館             | 〈一〉       | 陶漆     |              |
| 豐原漆藝館             | 〈觀心〉     | 陶漆     |              |
| 豐原漆藝館             | 〈傳〉       | 陶漆     |              |
| 石川縣輪島漆藝美術館   | 〈艷身〉     | 陶漆     |              |

## 相關著作
| 年份 | 書籍名稱                 |
| ---- | ------------------------ |
| 1998 | 謹告陶漆                 |
| 2010 | 謹告陶漆：史嘉祥陶漆個展 |
| 2013 | 舞漆弄陶：史嘉祥漆陶創作 |

| 年份 | 書籍名稱                                                          | 出版單位               |
| ---- | ----------------------------------------------------------------- | ---------------------- |
| 1996 | 雄獅美術 第 8-9 期                                                | 雄獅美術月刊社         |
| 1997 | 台灣美術年鑑                                                      | 雄獅圖書股份有限公司   |
| 1998 | 中國陶瓷史論文索引 1900-1994                                      | 石頭出版股份有限公司   |
| 1998 | 中日漆藝交流展畫集                                                | 新竹市立文化中心       |
| 2000 | 中華民國國際陶兿雙年展                                            | 國立歷史博物館         |
| 2000 | 藝術家 第 304 期                                                  | 藝術家雜誌社           |
| 2002 | 台灣漆陶漆畫                                                      | 國立臺灣藝術教育館     |
| 2003 | 文訊 第 207-212 卷                                                | 文藝資料硏究服務中心   |
| 2003 | 藝術家 第 332 期                                                  | 藝術家雜誌社           |
| 2003 | 台灣美術地方發展史全集: 台中地區                                  | 日創社文化事業有限公司 |
| 2003 | 光華畫報 第 28 卷                                                 | 丁惟德                 |
| 2005 | 民間藝術綜合論壇論文集: 民間藝術保存傳習計畫綜合論壇 : 界限的穿透 | 國立傳統藝術中心       |
| 2020 | 體驗台灣 尋找我的創意生活風格                                     | 中華民國經濟部工業局   |
| 2021 | 文化臺中NO.44                                                     | 臺中市政府文化局       |